# Jiří Sumín
Jiří Sumín, vlastním jménem Amálie Vrbová, (9. října 1863 Uhřičice – 11. listopadu 1936 Přerov) byla moravská spisovatelka, dramatička a publicistka.

## Život
Některé zdroje uvádějí chybný rok narození (1864). Amálie pocházela z mlynářské rodiny. Otcem byl Johann Wrba, matka Apollonia Oralová (1832), svatbu měli 10. února 1863 a téhož roku se jim narodila Amálie. Měla tři vlastní sourozence: Aloise (1866–1866), Justinu (1867) a Vilemínu (1870) a nevlastní sestru Marianu Koutnou (1852) z prvního manželství matky. 
Své mládí prožila ve mlýně v Uhřičicích u Kojetína. Navštěvovala obecnou školu v Lobodicích a Tovačově, další vzdělání nabyla v klášterním ústavě sester Boromejek ve Frýdlantě nad Ostravicí. Sama se pilně věnovala studiu němčiny a francouzštiny. Po rozpadu manželství rodičů se s matkou a sourozenci odstěhovala v roce 1882 do rostoucího Přerova a tam pak žila a plně se věnovala literární tvorbě. Se spisovatelskou obcí příliš nespolupracovala, výjimkou byl přerovský profesor z tamního gymnasia, literární kritik František Bílý. Aktivně se zapojila do místního divadelního spolku Tyl. V letech 1912–1936 byla členkou Moravského kola spisovatelů.
Literární činnost započala básněmi pod pseudonymem Serafína Svitavská (zkráceně také Fina Svitavská) v almanachu Zora. Pak pokračovala psaním článků pro Národní listy, kde používala pseudonym Jiří Sumín převzatý z Kraszewského románu Podivíni. Psala i pro časopisy Niva a Domácí hospodyně pod pseudonymem Jar. Svitavská, které byly přijaty kritikou (např. ji pochválil Svatopluk Čech). Roku 1886 se dobře uvedla v brněnském divadle s aktovkou Tajný sňatek.
Od roku 1895 začala se psaním románů už jako zralá spisovatelka, zejména z prostředí hanáckého venkova. Snažila se psát objektivně, občas s trochou ironie, nezapírala svůj soucit s trpícími, reagovala i na rozpad manželství svých rodičů (asi 1873). V některých povídkách se projevují feministické rysy, prvky hrůzy, fantastiky, lidové pověrčivosti, a je proto zařazována mezi předchůdce české sci-fi literatury. Vyhýbala se lyrickým líčením moravské přírody, ale realisticky popsala dobu úpadku starých šlechtických rodů, bídu venkova, živelní pohromy.
Amálie Vrbová zemřela na mrtvici 11. listopadu 1936 v Přerově ve věku 73 let a byla pohřbena na Městském hřbitově v Přerově.

## Dílo
- Z doby našich dědů (1895), prvotina, vesnický příběh o sebevrahu a problému jej někde pohřbít
- Zapadlý kraj (1898), románová studie o úpadku šlechtického panství, které přebere židovský podnikatel
- Věště (1899), románová studie o nemilované dcerce statkářky, končící chřadem v klášteře[5]
- Úskalím (1900), sbírka povídek[6]
- V samotách duší (1903), sbírka čtyř povídek o příbězích různých žen[7]
- Potomstvo (1903)[8] (2023)[9]
- Zrádné proudy (1904), předtím vydány v Květech jako Přeludy, vrcholové dílo autorky o proměnách venkova na Moravě[10]
- Dvě novely (1907), v osobě hraběnky zde píše své vlastní názory na život[11]
- Podle cest (1909), povídková knížka[12]
- Když vlny opadly (1910), povídky o ubohých ženách
- Kroky osudu (1912)[13]
- Poupata (1912), pro mládež
- Trosečníci (1913)
- Příčina rozvodu a jiné povídky (1913)
- Zápas s andělem a jiné prózy (1917)[14]
- Děti soumraku (1918)
- Spása (1920), velký (proti)náboženský román z moravského venkova[15]
- Bílý ďábel (1922)
- Martin Gaca (1936)
- Povídky skoro neuvěřitelné (1937), povídky, vydalo posmrtně Moravské kolo spisovatelů (MKS) v Brně[3] (2023)[16]
- Přeludy: román. Kniha první – obálku a frontispic nakreslil Karel Jílek. Brno: MKS, 1942[17]
- Přeludy: román. Kniha druhá – obálku a frontispis nakreslil Karel Jílek. Brno: MKS, 1942[18]

## Galerie

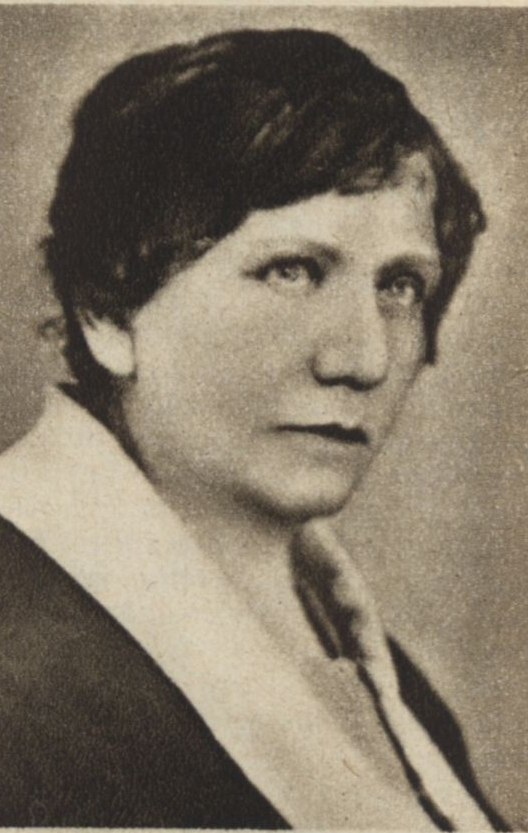
Amálie Vrbová, pozdější portrét
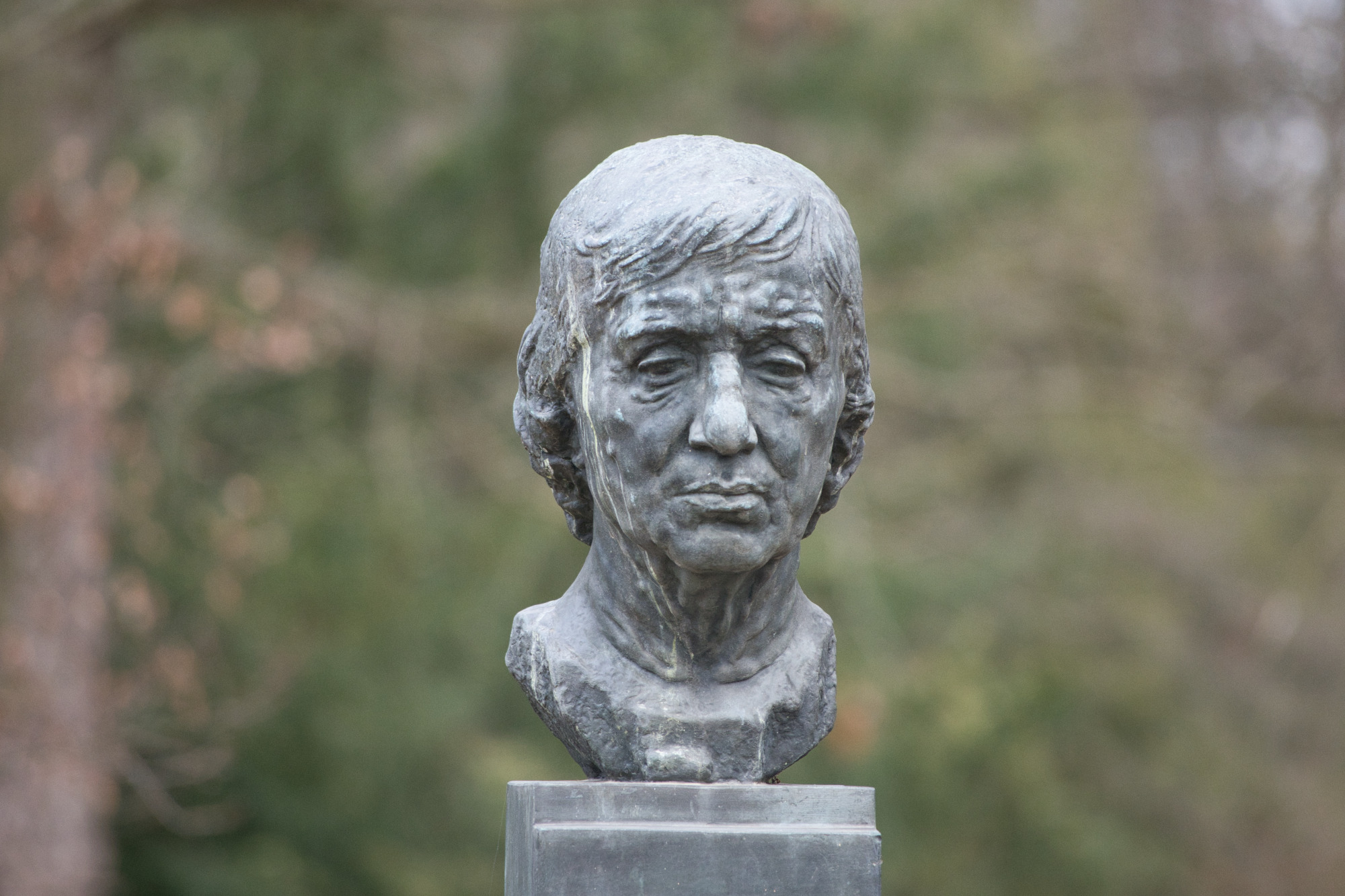
Busta Amálie Vrbové od Josefa Bajáka v městském parku Michalov v Přerově